# Varoš
 Ovo je glavno značenje pojma Varoš. Za druga značenja pogledajte Varoš (razdvojba).
Varoš je hungarizam – imenica muškog roda  (mađ.: város). Varoš je vrsta naselja. Označava određenu vrstu urbanog naselja, u pravilu manje veličine, i u tom je značenju istoznačnica riječi trgovište. Također, što je češće u južnim hrvatskim krajevima, označava i predgrađe (također i podgrađe grada - utvrde) ili samostalno naselje koje se razvilo iz nekadašnjeg predgrađa (ili podgrađa).
Kao opća imenica danas je uglavnom arhaizam. Živa upotreba joj je većinom ograničena na dijalektalno izražavanje i u mjesnim se govorima najčešće rabi kao apelativ za određeno naselje ili dio naselja, umjesto njegovog imena; te na književnost, obično u ekspresivnom značenju. U književnom jeziku, većinom i u sjevernim hrvatskim krajevima, riječ je ženskog roda, u južnim je muškog. Umanjenica od "varoš", varošica, u značenju malenog trgovišta ("ni selo ni grad") ima nešto življu upotrebu u suvremenom jeziku, no opet često u ekspresivnom značenju.
Kao vlastito ime naselja ili dijelova naselja riječ varoš proširena je u svim hrvatskim krajevima, bilo kao samostalna, bilo u složenicama.